# Long Cốc
Long Cốc là một xã thuộc huyện Tân Sơn, tỉnh Phú Thọ, Việt Nam.
Xã Long Cốc có diện tích 24,78 km², dân số năm 1999 là 2658 người, mật độ dân số đạt 107 người/km².